# Avro
A Avro foi um fabricante britânico de aeronaves fundado em 1910, com inúmeros modelos marcantes, como o Avro 504 (para treino, na Primeira Guerra Mundial), o Avro Lancaster (bombardeiro, na Segunda Guerra Mundial, e o Avro Vulcan (bombardeiro, na Guerra Fria). Em 1963 deixou de existir, sendo fundida à  Hawker Siddeley Aviation Ltd., em 1977 se tornou parte da British Aerospace e desde 1999 faz parte do grupo BAE Systems.

## História

### Pré-Guerra

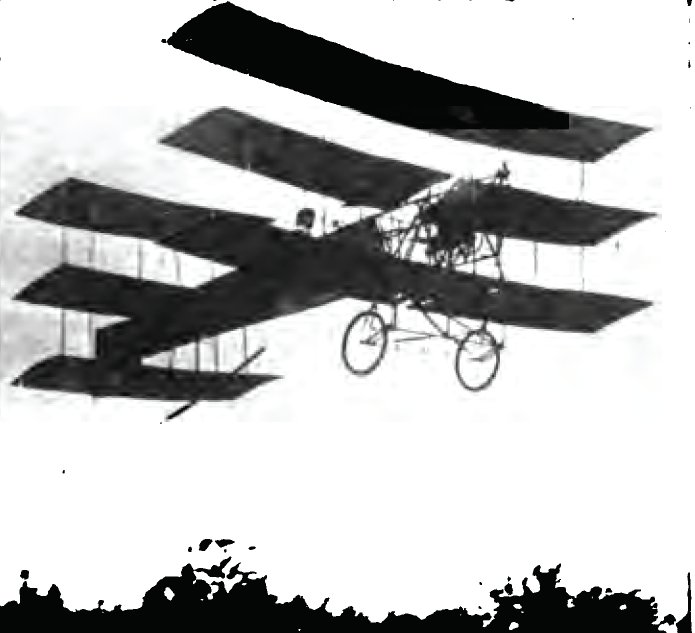
O A.V. Roe Bulls Eye, um duplo triplano antigo

Um dos primeiros construtores de aeronaves do mundo, a A.V. Roe and Company foi fundada em Brownsfield Mill, sitado à rua Great Ancoats Street, em Manchester, pelos irmãos Alliott Verdon Roe e Humphrey Verdon Roe em 1 de Janeiro de 1910. Alliot já tinha feito sucesso como piloto em Brooklands, próximo a Weybridge em Surrey e também em Farnborough, Hampshire. O primeiro modelo foi o A.V. Roe Bulls Eye, um triplano duplo com uma envergadura de 20 pés (pouco mais de 6 metros). A empresa construiu o primeiro monoplano totalmente fechado do mundo em 1912, mas foi o biplano construído de madeira, conhecido como Avro 504 que fez sucesso na Primeira Guerra Mundial e além dela. Produziu um total de 8.340 aeronaves em várias fábricas: Hamble, Failsworth, Miles Platting e Newton Heath e continuou por quase 20 anos. Isto foi um marco substancial, considerando a necessidade de aeronaves neste período.

### Período Entre-Guerras
Após a explosão de compras na Primeira Guerra Mundial, a falta de um novo passo de trabalho causou graves problemas financeiros e em Agosto de 1920, 68,5% das ações da empresa foram adquiridas pela Crossley Motors que necessitava urgentemente de espaço para fabricar carrocerias para carros. Em 1924, a empresa deixou o Aeródromo de Alexandra Park, ao sul de Manchester onde os voos testes eram realizados até o evento, desde 1918, e o local foi tomado por um projeto de Casas e Recreação no local. Um local mais afastado, ao sul da crescente cidade, foi fundado na fazenda New Hall, o Aeródromo de Woodford em Cheshire, que continua a servir para fabricantes aeronáuticos da BAE Systems até hoje. Em 1928, a Crossley Motors vendeu a AVRO para a Armstrong Siddeley Holdings Ltd. Em 1928, a A.V.Roe renunciou à empresa que havia fundado e formou a Saunders-Roe, que após a Segunda Guerra Mundial, desenvolveu vários designs radicais para jatos de combate, e, eventualmente, uma linha de poderosos hovercraft. Em 1935, a Avro se tornou subsidiária da Hawker Siddeley.

### Segunda Guerra Mundial

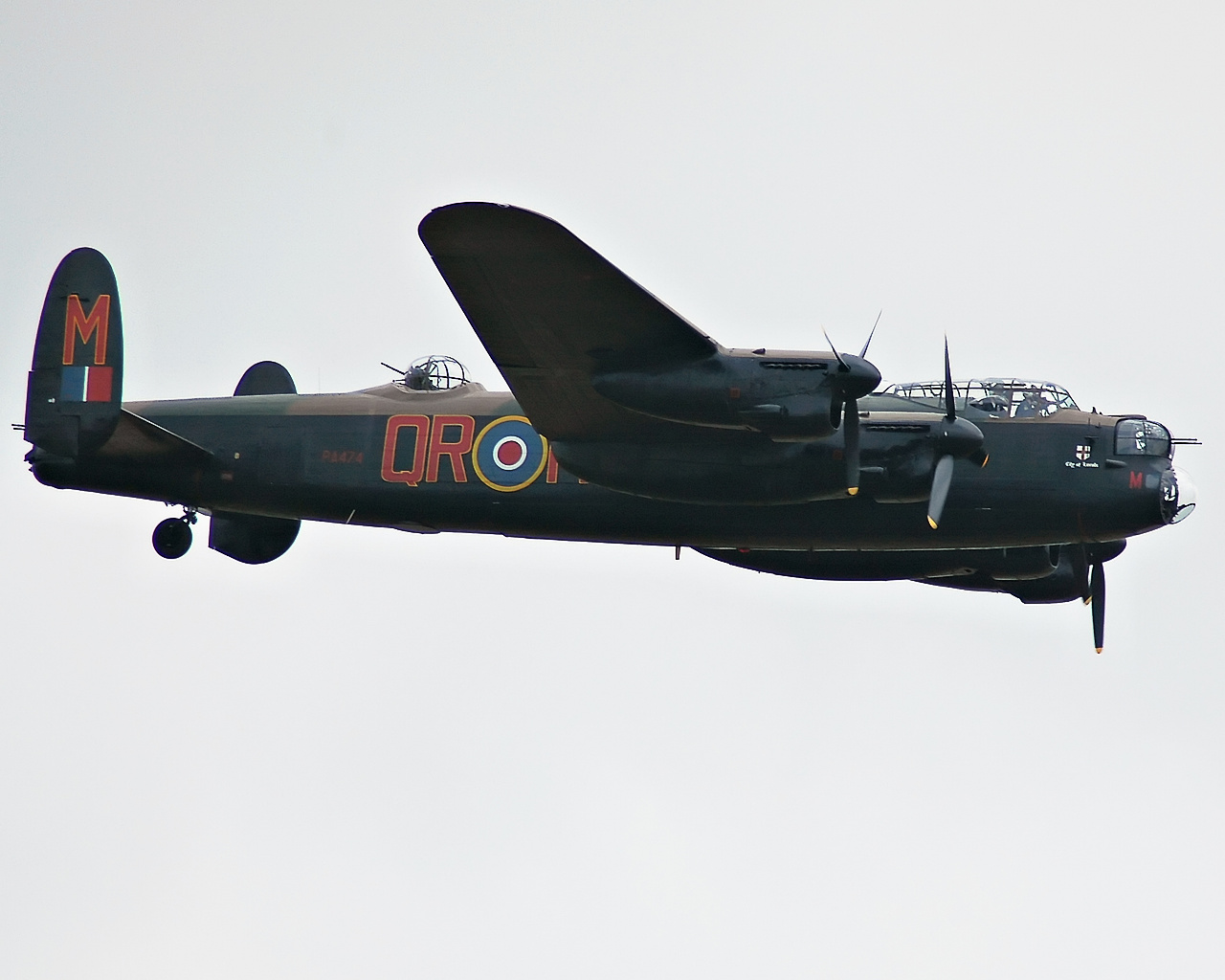
O famoso Avro Lancaster

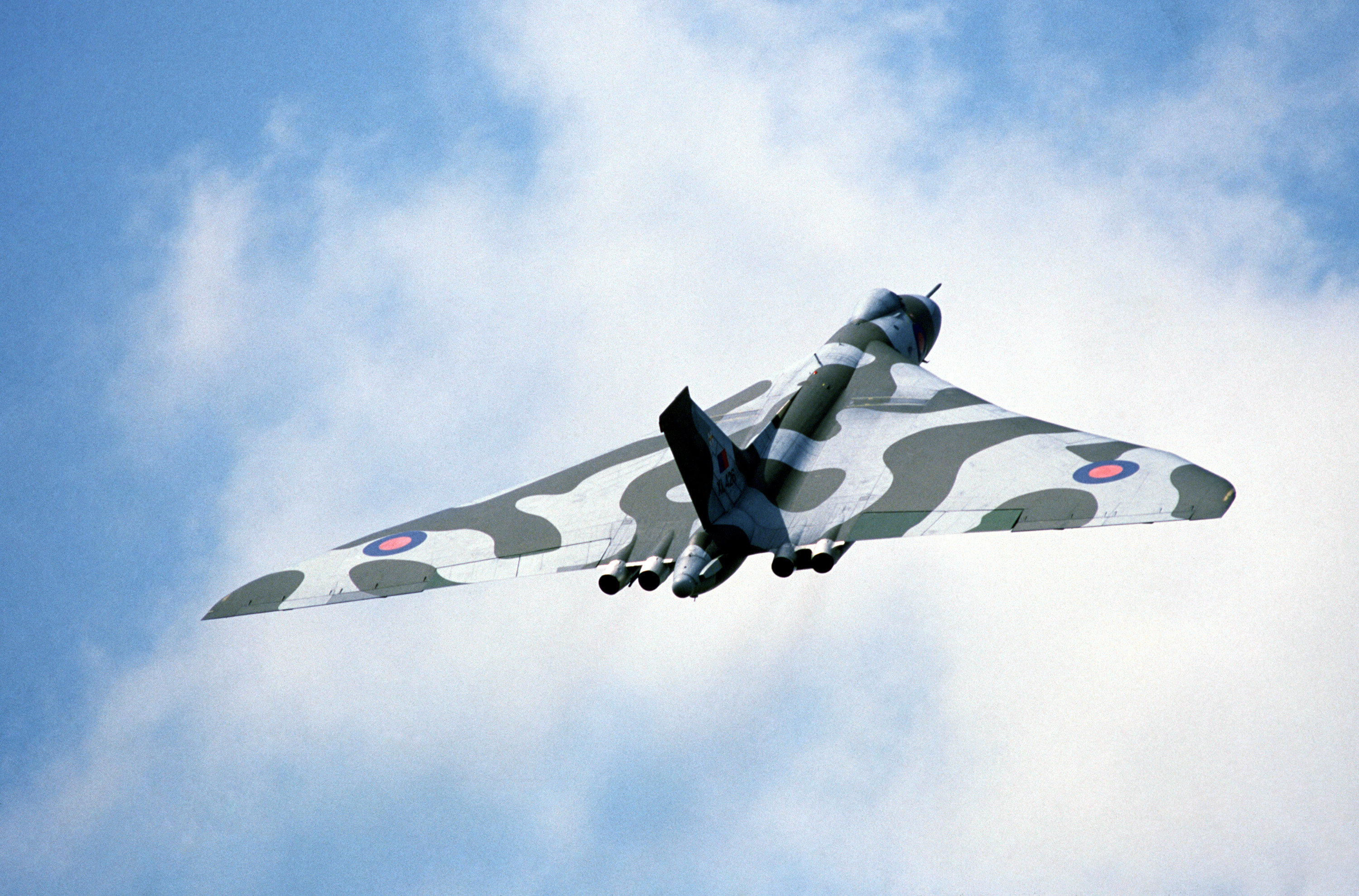
Avro Vulcan

Mantendo ainda suas habilidades em desenhar aeronaves de treinamento, a empresa construiu um ainda mais robusto biplano chamado Avro Tutor na década de 1930 que a Royal Air Force também comprou em grande escala. Um transportador civil com motor de dois pistões chamado Avro Anson seguiu em projeto, mas as tensões ao redor da Europa firmou com ênfase novamente o projeto e produção de aeronaves para combate. O Avro Manchester, Lancaster, e o Lincoln foram, particularmente, designs famosos da Avro. Mais de 7.000 Lancasters foram construídos, e sua capacidade como bombardeiro o levou a ser utilizado na famosa Operação Chastise. No total, quase metade desta frota foi construída nas fábricas de Woodford e Chadderton (Manchester), e algo em torno de 700 Lancasters construídos na fábrica próxima ao Aeroporto de Leeds Bradford (anteriormente Aeroódromo de Yeadon), ao noroeste de Leeds. Esta fábrica empregou em torno de 17.500 trabalhadores em um período onde a população de Yeadon era apenas 10.000. A antiga taxiway da fábrica até a pista é ainda evidente.

### Desenvolvimentos Pós-Guerras
A aeronave civil Avro Lancastrian e de reconhecimento marítimo Avro Shackleton eram derivados do design bem-sucedido do Lancaster. O Avro Tudor foi uma aeronave para transporte civil pressurizado, mas problemático, que enfrentou forte competição com os designs da Bristol Aeroplane Company, Bombardier Aerospace, Douglas Aircraft Company, Handley Page Aircraft Company, e também da Lockheed Corporation. Com as mesmas asas e a mesma motorização do modelo Lincoln, consegui apenas uma curta duração de produção (34 entregues) após seu primeiro voo em Junho de 1945 e o cancelamento de um pedido da BOAC. O antigo Avro York foi de alguma forma mais bem-sucedido em ambos os serviços, na RAF (militar) e comercial, sendo diferenciado por sua fuselagem. Ambos os modelos, Tudor e York, auxiliaram também em um importante apoio comunitário, conhecido como Berlin Airlift.
O bombardeiro pós-guerra Avro Vulcan, originalmente desenhado como um bombardeiro nuclear, e foi utilizado para ajudar a aumentar o potencial Britânico em armamentos nucleares, armados com a bomba nuclear Blue Steel. O Avro Vulcan serviu como um bombardeiro convencional durante a campanha britânica de recapturar as Ilhas Falkland em 1982. Recentemente, um Vulcan XH558 voou novamente após anos de recondicionamento, e muitos são exibidos ainda em museus ao redor do mundo.
Uma aeronave de transporte aéreo bi-motora turbo-hélice, o Avro 748, foi desenvolvido durante a década de 1950 e vendeu largamente pelo mundo inteiro, motorizados por dois motores Rolls-Royce Dart. A Royal Flight comprou alguns e uma variante com uma rampa para cargas na parte traseira e um "rebaixamento" no trem de pouso principal foi vendido para a RAF e muitos membros da Commonwealth of Nations nomeados como Andover.

### Avro Canada
Em 1945, a Hawker Siddeley comprou a antiga Victory Aircraft em Malton, Ontario, e a renomeou como A.V. Roe Canada Limited. Comumente conhecida como Avro Canada, esta foi na verdade, uma subsidiária do grupo da Hawker Siddeley, e utilizado o nome da Avro com propósitos comerciais.

### Fusão
Quando a empresa foi absorvida pela Hawker Siddeley Aviation em Julho de 1963, o nome Avro parou de ser utilizado. Mas a marca tinha um forte apelo econômico, e o nome "Avro RJ" (RJ de regional jet - Jato Regional) foi utilizado pela British Aerospace para produção dos modelos RJ-85 e RJ-100 do BAe 146 de 1994 a 2001. Este tipo de aeronave é às vezes chamadas livremente de "Avro 146".
O BAe ATP (ATP de Advanced Turbo Prop - Turbo-hélice avançado) evoluiu do Avro 748 e alguns modelos continuam em serviços aéreos em rotas curtas, principalmente domésticas. Alguns Avro 504, Tutor, Anson e Lancaster, juntamente com um único Vulcan, XH558 (Vulcan to the Sky), são amorosamente mantidos em condições de voo de forma a lembrar da herança desta influente empresa inglesa. Aos 39 anos, o barulhento mas impressivo Shackleton manteve a distinção de ser a aeronave com o período mais longo em serviço na RAF, até ser substituído pelo English Electric Canberra em 1998.

## Aeronaves Fabricadas
- Biplano Roe I
- Triplano Roe I
- Triplano Roe II
- Triplano Roe III
- Triplano Roe IV
- Avro Mercury
- Avro Curtiss
- Avro Duigan
- Avro Burga
- Roe Tipo D
- Roe Tipo F
- Roe Tipo G
- Avro 500
- Avro 501
- Avro 502
- Avro 503
- Avro 504
- Avro 508
- Avro 510
- Avro 511
- Avro 519
- Avro 521
- Avro 523 Pike
- Avro 529
- Avro 530
- Avro 531 Spider
- Avro 533 Manchester
- Avro 534 Baby
- Avro 536
- Avro 539
- Avro 547
- Avro 548
- Avro 549 Aldershot
- Avro 552
- Avro 555 Bison
- Avro 557 Ava
- Avro 558
- Avro 560
- Avro 561 Andover
- Avro 562 Avis
- Avro 566 Avenger
- Avro 571 Buffalo
- Avro 581
- Avro 584 Avocet
- Avro 594 Avian
- Avro 604 Antelope
- Avro 616 Avian
- Avro 618 Ten
- Avro 619 Five
- Avro 621 Tutor
- Avro 624 Six
- Avro 626 Prefect
- Avro 627 Mailplane
- Avro 631 Cadet
- Avro 636 (1935)
- Avro 638 Club Cadet (1933)
- Avro 641 Commodore (1935)
- Avro 642 Eighteen
- Avro 643 Cadet
- Avro 652
- Avro 652A Anson (1935)
- Avro 671 Rota (1935)
- Avro 679 Manchester (1939)
- Avro 683 Lancaster (1941)
  - Avro Lancaster PA474
- Avro 684 (1941)
- Avro 685 York (1942)
- Avro 688 Tudor (1945)
- Avro 689 Tudor
- Avro 691 Lancastrian (1943)
- Avro 694 Lincoln (1944)
- Avro 701 Athena (1948)
- Avro 695 Lincolnian (1949)
- Avro 696 Shackleton (1949)
- Avro 698 Vulcan (1952)
  - Avro Vulcan XH558
  - Avro Vulcan XM655
- Avro 707 (1949)
- Avro Ashton (1950)

Avro RJ85

- Avro 748 (1960) - se tornou o Hawker Siddeley Andover, HS 748 e BAe 748

### Projetos não finalizados
- Avro 720 - projetado para ser interceptador. Cancelado antes de voar.
- Avro 730 - bombardeiro supersônico, nunca finalizado.

### Asas Rotativas
- Avro 574 - Cierva C.6
- Avro 586 - Cierva C.8
- Avro 576 - Cierva C.9
- Avro 612 - Cierva C.17
- Avro 620 - Cierva C.19
- Avro 671 Rota - Cierva C.30
- Cierva C.12

### Avro Canada
- Avro Canada C-102 Jetliner
- Avro Canada CF-100 Canuck
- Avro Canada CF-105 Arrow
- Avro Canada VZ-9 Avrocar

#### Projetos não finalizados
- Avro Canada CF-103 (mock-up apenas)
- Avro Canada Project Y-1 (mock-up apenas)
- Avro Canada Project Y-2 (modelos de testes em escala)
- Avro Canada PV-704 (construído apenas um modelo para teste de motores)

## Mísseis

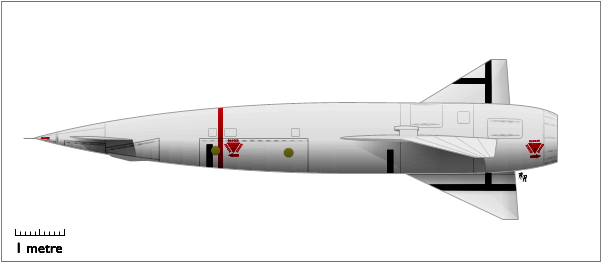
Míssil Blue Steel

- Míssil Blue Steel